# Knock on Wood
Singles de Eddie Floyd
Things Get Better
(1966) Raise Your Hand (en)
(1967)
Knock on Wood est une chanson de musique soul écrite et composée par Steve Cropper et Eddie Floyd et interprétée par ce dernier, sortie en single sur le label Stax en 1966.
Aux États-Unis, elle se classe 28e dans le Billboard Hot 100 et no 1 dans le Hot Rhythm & Blues Singles, l'actuel Hot R&B/Hip-Hop Songs. Au Royaume-Uni, elle atteint la 19e place des charts officiels.
La version enregistrée en 1979 par la chanteuse Amii Stewart est un tube disco international.

## Histoire
Knock on Wood est une expression utilisée pour conjurer le mauvais sort, équivalente à « toucher du bois » en français. Eddie Floyd dit avoir été inspiré en pensant aux pattes de lapin et autres porte-bonheur, sans savoir qu'il existait une chanson du même titre dans le film Casablanca. Floyd et Steve Cropper écrivent la chanson au Lorraine Motel à Memphis. Il entrent aussitôt en studio pour enregistrer une maquette. Isaac Hayes, à qui l'on doit la mélodie caractéristique du pont interprété par la section de cuivres, n'est pas crédité sur le disque. Quant au batteur Al Jackson, c'est lui qui imagine l'interruption qui survient dans le refrain au milieu des paroles : « you better knock, knock, knock… on wood », appuyées par quatre coups de batterie.
La chanson est tout d'abord destinée à Otis Redding, mais Jim Stewart, le président de Stax, n'est pas favorable à cette idée. Jerry Wexler, le vice-président d'Atlantic, qui distribue les disques Stax sur le marché national, le convainc alors de sortir la version enregistrée par Eddie Floyd. Malgré un manque de promotion, le single remporte un franc succès et devient ainsi le morceau le plus populaire de Floyd. En 1995, Knock on Wood est enfin certifié « disque d'or ».

### Musiciens
- Eddie Floyd : chant
- Booker T. Jones, claviers, piano
- Isaac Hayes : piano
- Steve Cropper : guitare
- Donald Duck Dunn : basse
- Al Jackson, Jr. : batterie
- Wayne Jackson : trompette
- Andrew Love : saxophone ténor
- Floyd Newman : saxophone baryton
- David Porter : chœurs

## Reprises
Knock on Wood a souvent été reprise avec succès. Ainsi, Otis Redding et Carla Thomas en duo en 1967 qui se classent dans le Billboard Hot 100 et dans les charts britanniques, David Bowie en 1974 dont la reprise, extraite de son album live David Live, se classe 4e en Irlande et 10e au Royaume-Uni ainsi qu'en Norvège.
Mais la version qui obtient le plus de succès est celle enregistrée en 1979 par la chanteuse Amii Stewart. Revisitée dans le genre disco, la chanson atteint le sommet des charts aux États-Unis et au Canada. 
Parmi les nombreux artistes qui l'ont interprétée, on peut citer Ella Fitzgerald, Cher, Eric Clapton ou Johnny Hallyday qui chante son adaptation en français sous le titre Aussi dur que du bois en 1967.

## Classements et certifications
| Classement (1966/1967)                  | Meilleure position |
| --------------------------------------- | ------------------ |
| États-Unis (Billboard Hot 100)          | 28                 |
| États-Unis (Hot Rhythm & Blues Singles) | 1                  |
| Royaume-Uni (UK Singles Chart)          | 19                 |

| Pays              | Certifications | Unités certifiées |
| ----------------- | -------------- | ----------------- |
| États-Unis (RIAA) | Or             | 500 000           |

| Classement (1967)              | Meilleure position |
| ------------------------------ | ------------------ |
| États-Unis (Billboard Hot 100) | 30                 |
| Royaume-Uni (UK Singles Chart) | 35                 |

| Classement (1974)              | Meilleure place |
| ------------------------------ | --------------- |
| Irlande (IRMA)                 | 4               |
| Norvège (VG-lista)             | 10              |
| Royaume-Uni (UK Singles Chart) | 10              |

| Classement (1979)                      | Meilleure position |
| -------------------------------------- | ------------------ |
| Allemagne (GfK Entertainment)          | 13                 |
| Australie (ARIA)                       | 2                  |
| Autriche (Ö3 Austria Top 40)           | 6                  |
| Belgique (Flandre Ultratop 50 Singles) | 20                 |
| Canada (RPM 100 Singles)               | 1                  |
| États-Unis (Billboard Hot 100)         | 1                  |
| France (IFOP)                          | 2                  |
| Irlande (IRMA)                         | 15                 |
| Italie (FIMI)                          | 2                  |
| Nouvelle-Zélande (RMNZ)                | 3                  |
| Pays-Bas (Single Top 100)              | 10                 |
| Royaume-Uni (UK Singles Chart)         | 6                  |
| Suède (Sverigetopplistan)              | 5                  |
| Suisse (Schweizer Hitparade)           | 2                  |

| Classement (1985) Knock on Wood / Light My Fire - Remix | Meilleure position |
| ------------------------------------------------------- | ------------------ |
| Belgique (Flandre Ultratop 50 Singles)                  | 32                 |
| Irlande (IRMA)                                          | 6                  |
| Royaume-Uni (UK Singles Chart)                          | 7                  |

| Classement (1999) Knock on Wood'99 | Meilleure position |
| ---------------------------------- | ------------------ |
| France (SNEP)                      | 26                 |

| Pays              | Certifications | Unités certifiées |
| ----------------- | -------------- | ----------------- |
| États-Unis (RIAA) | Platine        | 2 000 000         |
| Royaume-Uni (BPI) | Argent         | 250 000           |